# Helleborus
Helleborus  hay thiết khoái tử, cây trị điên, cây lê lư là một chi thực vật có hoa thuộc họ Mao lương.
Tên khoa học Helleborus có nguồn gốc từ tiếng Hy Lạp có tên H. orientalis "helleboros"; "Elein" để làm tổn thương và "bora" thực phẩm. Nhiều loài độc hại. Mặc dù những cái tên như "Hoa hồng mùa đông", "Hoa hồng Giáng sinh", "Hoa hồng Lenten", Helleborus lại không có mối quan hệ gần gũi với họ Hoa hồng.

## Các loài
Chi này có 20 loài.
- Helleborus bocconei
- Helleborus croaticus
- Helleborus dumetorum
- Helleborus foetidus
- Helleborus lividus
- Helleborus multifidus
- Helleborus niger
- Helleborus odorus
- Helleborus orientalis
- Helleborus purpurascens
- Helleborus serbicus
- Helleborus thibetanus
- Helleborus vesicarius
- Helleborus viridis